# Kommende Rothenburg
Die Kommende Rothenburg war eine Kommende des Deutschen Ordens im heutigen Rothenburg ob der Tauber und gehörte der Deutschordensballei Franken an.

## Geschichte
Seit dem Jahr 1237 ist die Kommende nachweisbar. Sie gehörte zunächst zur Würzburger Kommende und wurde um 1290 eigenständig. Zu ihr gehörte zu Beginn auch die Kirche in Detwang. Ihr Siegel zeigte den Heiligen Jakob. Nachdem es der Stadt im Laufe des Dreißigjährigen Krieges gelungen war, der Kommende weitgehend ihre Einnahmemöglichkeiten und ihre geistige Bedeutung zu nehmen, wurde sie zum 13. August 1672 für 30.000 fl. an die Stadt Rothenburg verkauft.

## Komture
Zwischen 1517 und 1631 gab es zahlreiche Komture, darunter waren:
| - Johannes Neukauff (1517–1523) - Kaspar Christian (1524–1525) - Wilhelm Lochinger (1525–1529) - Georg Marschalck von Ebert (1529–1531) - Wilhelm Lochinger (1531–1532) - Georg Marschalck von Ebert (bis 1534) - Wolfgang von Rosenberg (1534–1537) - Wolff von der Grün (1537–1538) - Hans von Ehingen (1538–1540) - Martin Tettenheimer (1538–1540) - Hans Georg von Baldersheim (1543–1545) - Jakob (1545) - Georg von Helmstatt (1545–1548) | - Philipp von Weingarten (1548–1549) - Hermann von Hedersdorf (1551–1553) - Christoph Dockhorn (1553–1554) - Melchior Derm (1554–1558) - Simon Wacker vom Dahn (1558–1559) - Melchior von Dermo (1559–1562) - Philipp von Stockheim (1562) - Christoph von Löhlen (1567) - Philipp von Waaßen (1569) - Johann Georg von Gleichen (1580) - Philipp Schelm von Bergen (-1582) - Philipp von Fleckenbühl (1582–1585) | - Christoph Voit von Rineck (1585–1595) - Kaspar vom Stein (1595–1596) - Ferdinand von Thörringen (1596–1597) - Christoph Voit von Rineck (1598–1599) - Hans Heinrich von Rodenstein (1600) - Christoph von Dachroth (1602–1605) - Johann Diepolt Hundpiß von Waldtrambs (1605–1607) - Bernhard Wilhelm von Schwalbach (1607–1609) - Johann Diepolt Hundpiß von Waldtrambs (1609–1614) - Hans Georg von Reinstein (1614–1615) - Ludolph Jakob von Landenberg zu der Breiten-Landenberg (1618–1619) - Johann Ferdinand von Thörring (1624–1631) |

## Quelle
- Werner Sylge: Die Deutschordenskomturei Rothenburg ob der Tauber in den Zeitaltern der Reformation, der Gegenreformation und des dreißigjährigen Krieges bis zu ihrer Auflösung im Rahmen der Ordensgeschichte und der gesamtdeutschen Lage betrachtet: Ihre rechtliche Stellung, ihre wirtschaftliche Entwicklung und ihre kirchlichen Ansprüche. Augsburg 1944